# Seznam kulturních památek v Karlštejně
Tento seznam nemovitých kulturních památek v městysi Karlštejn v okrese Beroun vychází z  Ústředního seznamu kulturních památek ČR, který na základě zákona č. 20/1987 Sb., o státní památkové péči, vede Národní památkový ústav jako ústřední organizace státní památkové péče. Údaje jsou průběžně upřesňovány, přesto mohou obsahovat i řadu věcných a formálních chyb a nepřesností či být neaktuální. 
Pokud byly některé části dotčeného území vyčleněny do samostatných seznamů, měly by být odkazy na tyto dílčí seznamy uvedeny v úvodu tohoto seznamu nebo v úvodu příslušné sekce seznamu.

## K. ú. Budňany
|  | Kategorie „Karlštejn (castle) “ na Wikimedia Commons | Hledat fotografie a kategorie ve Wikimedia Commons podle rejstříkového čísla památky | Nahrát snímek k tomuto tématu do úložiště Wikimedia Commons |  |

|  | Kategorie „Statue of Saint Sebastian in Karlštejn “ na Wikimedia Commons | Hledat fotografie a kategorie ve Wikimedia Commons podle rejstříkového čísla památky | Nahrát snímek k tomuto tématu do úložiště Wikimedia Commons |  |

|  | Kategorie „Rectory in Karlštejn “ na Wikimedia Commons | Hledat fotografie a kategorie ve Wikimedia Commons podle rejstříkového čísla památky | Nahrát snímek k tomuto tématu do úložiště Wikimedia Commons |  |

|  | Kategorie „Karlštejn 53 “ na Wikimedia Commons | Hledat fotografie a kategorie ve Wikimedia Commons podle rejstříkového čísla památky | Nahrát snímek k tomuto tématu do úložiště Wikimedia Commons |  |

|  | Kategorie „Church of Saint Palmacius “ na Wikimedia Commons | Hledat fotografie a kategorie ve Wikimedia Commons podle rejstříkového čísla památky | Nahrát snímek k tomuto tématu do úložiště Wikimedia Commons |  |

|  | Kategorie „Nad vodopády (cave) “ na Wikimedia Commons | Hledat fotografie a kategorie ve Wikimedia Commons podle rejstříkového čísla památky | Nahrát snímek k tomuto tématu do úložiště Wikimedia Commons |  |

|  | Kategorie „Husitská obléhací pozice Kněží hora (Karlštejn) “ na Wikimedia Commons | Hledat fotografie a kategorie ve Wikimedia Commons podle rejstříkového čísla památky | Nahrát snímek k tomuto tématu do úložiště Wikimedia Commons |  |

|  | Kategorie „Husitské obléhací pozice nad Haknovým dolem (Karlštejn) “ na Wikimedia Commons | Hledat fotografie a kategorie ve Wikimedia Commons podle rejstříkového čísla památky | Nahrát snímek k tomuto tématu do úložiště Wikimedia Commons |  |

|  | Kategorie „Husitské obléhací opevnění na vrchu Javorka (Karlštejn) “ na Wikimedia Commons | Hledat fotografie a kategorie ve Wikimedia Commons podle rejstříkového čísla památky | Nahrát snímek k tomuto tématu do úložiště Wikimedia Commons |  |

## K. ú. Poučník
| Památka                                               | Fotografie        | Rejstříkové číslo v ÚSKP                                                             | Sídelní útvar                                               | Poloha                                                                | Popis a poznámky |
| ----------------------------------------------------- | ----------------- | ------------------------------------------------------------------------------------ | ----------------------------------------------------------- | --------------------------------------------------------------------- | --- |
| Bývalý most přes Berounku v Karlštejně (Q116007850) · | \| \| \| \| \| \| | 10112/2-4226 Pam. katalog MIS                                                        | Karlštejn                                                   | silnice III/11615 přes Berounku 49°56′2,36″ s. š., 14°10′49,23″ v. d. | Most o třech polích s ocelovou nosnou konstrukcí z příhradových nýtovaných obloukových nosníků uložených na kamenných nábřežních opěrách a dvou mezilehlých pilířích. Postavený roku 1880. Byl zbořen v roce 1993 kvůli stavbě nového, širšího mostu. Poznámka: Parcelní čísla v Památkovém katalogu neuvedena. Návrh na prohlášení památkou byl podán Památkovým ústavem středních Čech. Návrh na zrušení prohlášení památkou byl údajně datován 6. 12. 1991, rozhodnutí o prohlášení památkou bylo vydáno 19. 10. 1992. Památková ochrana byla zrušena s odůvodněním, že most již nevyhovuje parametrům běžného mostu s obdobným využitím a že Památkový ústav středních Čech odsouhlasil projekt nového mostu, což byla podmínka ministerstva pro zrušení památkové ochrany. Památkově chráněno od 22. října 1992. Památková ochrana zrušena 9. září 1995. |
|                                                       |                   | Hledat fotografie a kategorie ve Wikimedia Commons podle rejstříkového čísla památky | Nahrát snímek k tomuto tématu do úložiště Wikimedia Commons |                                                                       | |